# Chloridolum punctulatum
Chloridolum punctulatum är en skalbaggsart som först beskrevs av Maurice Pic 1920.  Chloridolum punctulatum ingår i släktet Chloridolum och familjen långhorningar. Inga underarter finns listade i Catalogue of Life.